# François Molinié
Pour les articles homonymes, voir Molinié.
François Molinié, né le 8 avril 1972 à Neuilly-sur-Seine, est avocat au Conseil d’État et à la Cour de cassation après avoir été avocat au barreau de Paris et est actuellement président de l’Ordre des avocats au Conseil d’État et à la Cour de cassation.

## Biographie
Diplômé de l’université de Paris 2 Panthéon - Assas, François Molinié a été avocat au barreau de Paris puis avocat au Conseil d’État et à la Cour de cassation
François Molinié a enseigné dans le cadre des travaux dirigés de l’institut de formation et de recherches des avocats au Conseil d’Etat et à la Cour de cassation et anime chaque année à l’Université des formations consacrées aux juridictions suprêmes françaises et européennes.
Il participe régulièrement à des colloques et conférences et a coordonné en 2018 les travaux de la section de l’action publique de la société de législation comparée sur « la lutte contre le terrorisme et les droits fondamentaux en droit comparé ». Il est l’auteur des fascicules refondus consacrés à la « cassation » et à « l’appel » dans l’encyclopédie Dalloz « pratique du contentieux administratif ».
Il conseille et représente les personnes publiques et privées principalement devant le Conseil constitutionnel, le Conseil d’Etat, la Cour de cassation, l’ensemble des juridictions administratives et les autorités administratives indépendantes, mais aussi devant les juridictions européennes (CEDH, CJUE) ou encore les juridictions de la principauté de Monaco.
Depuis le 1er janvier 2021, François Molinié occupe le poste de président de l’Ordre des avocats au Conseil d’État et à la Cour de cassation, pour une durée de 3 ans.

## Affaires médiatiques
En 2020, François Molinié a plaidé devant le Conseil d’État en faveur d’Amiens Métropole dans l’affaire de la relégation du club de football d'Amiens en ligue 2 en raison de l’arrêt du championnat de Ligue 1 à cause de l’épidémie de covid-19.
En 2021, François Molinié a représenté le Conseil national des barreaux à propos de la contestation sur les mesures d’isolement et de contention.